# Корытин, Владимир Владимирович
Владимир Владимирович Корытин (род. 10 марта 1959 года) — серебряный призёр чемпионата мира по хоккею с мячом 1981 года.

## Карьера
В. В. Корытин — воспитанник иркутского «Локомотива», где начал заниматься с 1971 года.
Именно «Локомотив» и был его первым клубом. Через два он переехал в Алма-Ату, где играл до ноября 1981 года. Вернувшись в Иркутск, играл до конца 1982 года.
На некоторое время прекращал карьеру из-за дисквалификации. В 1986 году пытался вернуться в спорт в составе подмосковного «Вымпела», но не отыграл и трех месяцев, лишь дважды выйдя на лёд, закончил игровую карьеру.
Привлекался в сборную СССР. В 1981 году стал серебряным призёром чемпионата мира.

## Достижения

### хоккей с мячом
вице-чемпион СССР — 1979, 1981
 серебряный призёр чемпионата мира — 1981
 Вице-чемпион мира среди юниоров — 1978